# أمعائيات عاثية 186
أمعائيات عاثية 186 هو فيروس من فصيلة فيروسات عضلية وجنس فيروسات شبيهة-P2.